# My Favorites (岡本真夜のアルバム)
『My Favorites』（マイ フェイバリッツ）は、岡本真夜の3枚目のベスト・アルバム。2010年5月26日に日本クラウンから発売された。

## 解説
デビュー15周年を記念したベスト・アルバム。
シングル曲とミニ・アルバム『Crystal Scenery II』『Crystal Scenery III Selfcover Best』の収録曲を中心に選曲されている。
当初の発売予定日は2010年5月10日であったが、上海万博PR曲騒動の影響で注目が集まった「そのままの君でいて」を追加収録することが決まり、5月26日に発売が延期された。

## 収録曲
全作詞（特記以外）・作曲：岡本真夜　作詞：岡本真夜・真名杏樹（11）
編曲：西垣哲二・岡本真夜（1.13.15），岩瀬聡志・西垣哲二・岡本真夜（2），松本晃彦（3），島田昌典（4.7），武部聡志（5.6），田辺恵二（8），十川知司（9.11.17），森俊之（10），西垣哲二・岡本真夜・高山和芽（12.14.16）
1. I believe
  - 新曲。2012年発売の14thアルバム『Tomorrow』では、本曲の別バージョンが収録。
2. 君にありがとう
  - 9thアルバム『seasons』収録曲。
3. Destiny
  - 20thシングル。
4. 同窓会〜Dear My Friends〜
  - 19thシングル。
5. 手紙
  - ミニ・アルバム『Wonderful Colors』収録曲。岩崎宏美への提供曲のセルフカバー。
6. かけがえない人よ
  - 16thシングル。
7. Life
  - 14thシングル。アルバム初収録。
8. 想い出にできなくて
  - 8thシングル。
9. Smile
  - 3rdアルバム『Smile』収録曲。
10. 銀色の週末 〜Ambient Version〜
  - 9thシングル「Everlasting」カップリングおよび2ndアルバム『Pureness』収録曲の別バージョン。本バージョンはアルバム初収録。
11. TOMORROW
  - 1stシングル。
12. Alone 〜Crystal Scenery II Version〜
  - ミニ・アルバム『Crystal Scenery II』収録曲。
13. ハピハピ バースディ 〜Crystal Scenery III Version〜
  - ミニ・アルバム『Crystal Scenery III Selfcover Best』収録曲。
14. この星空の彼方 〜Crystal Scenery II Version〜
  - ミニ・アルバム『Crystal Scenery II』収録曲。
15. Christmas Love 〜Kantate 147 Version〜
  - ミニ・アルバム『Crystal Scenery III Selfcover Best』収録曲。
16. つむぎうた 〜ココロのゆりかご Version〜
  - ミニ・アルバム『Crystal Scenery II』収録曲。
17. そのままの君でいて
  - 4thシングル。